# You Need To Calm Down (pjesma Taylor Swift)
"You Need To Calm Down" je pjesma američke kantautorice Taylor Swift izdana od strane Republic Records 14. lipnja 2019., kao drugi singl sa Swifinog nadolazećeg sedmog studijskog albuma Lover. Swift je pjesmu napisala i producirala s Joelom Littleom, koji je također napisao i koproducirao njezin prethodni singl "Me!". Swift se u pjesmi obraća homofobiji i njenim kritičarima. Video spot s teksovima pjesme objavljen je 14. lipnja 2019., a glazbeni spot objavljen je 17. lipnja. Pjesma je debitirala na prvom mjestu ljestvice u Škotskoj, dok je dosegla top pet u Australiji, Kanadi, Irskoj, Maleziji, Novom Zelandu, Velikoj Britaniji i Sjedinjenim Državama.

## Promocija
26. travnja 2019. naslov pjesme zadirkivan je u uvodu za glazbeni video za pjesmu "Me!".
13. lipnja 2019. Swift je najavila livestream na Instagramu za sljedeći dan, gdje će podijeliti pojedinosti o izdanju i nadolazećem albumu. Tijekom livestream-a najavila je naslov albuma i objavila da je drugi singl s njenog albuma "You Need To Calm Down".

## Glazbeni video
Swift je rekla kako će glazbeni spot za "You Need to Calm Down" biti objavljen u ponedjeljak, 17. lipnja 2019. godine, nakon premijere na Good Morning America. Glazbeni video su režirali Drew Kirsch i Swift, a izvršni producent su Todrick Hall i Swift. U videozapisu se našao veliki broj poznatih osoba, od kojih se mnogi identificiraju kao LGBT. Prema redoslijedu izgleda, na listi se nalaze plesačica Dexter Mayfield, YouTuber Hannah Hart, glumica Laverne Cox, model Chester Lockhart, zabavljač Todrick Hall, pjevačica Hayley Kiyoko, glumac Jesse Tyler Ferguson, odvjetnik Justin Mikita, pjevačica Ciara, Netflixova serija Queer Eye's Fab Five (Tan France, Bobby Berk, Karamo Brown, Antoni Porowski, Jonathan Van Ness), klizač Adam Rippon, pjevač Adam Lambert, televizijska ličnost Ellen DeGeneres, zabavljač Billy Porter, zabavljač RuPaul, pjevačica Katy Perry i glumac Ryan Reynolds. Pojava pjevačice Katy Perry služi kao kraj spora između Swift i nje, iako su obje umjetnice javno prekinuli svađu nekoliko mjeseci prije. Video je snimljen na setu u Santa Clarita u Kaliforniji. Od kolovoza 2019. glazbeni je video prikupio više od 110 milijuna pregleda na YouTubeu.

## Zasluge[15]
- Taylor Swift – vokali, tekst, produkcija
- Joel Little – produkcija, tekst, bubnjevi, gitara, klavijature, programiranje zapisa, programiranje bubnjeva
- Serban Ghenea – miksanje, osoblje u studiju
- John Hanes – miksanje, osoblje u studiju

## Ljestvice
| Ljestvice                  | Najviša pozicija |
| -------------------------- | ---------------- |
| Argentina                  | 71               |
| Australija                 | 3                |
| Austrija                   | 21               |
| Belgija                    | 2                |
| Češka                      | 8                |
| Francuska                  | 154              |
| Hrvatska                   | 19               |
| Irska                      | 5                |
| Italija                    | 69               |
| Izrael                     | 18               |
| Japan                      | 23               |
| Kanada                     | 2                |
| Mađarska                   | 1                |
| Njemačka                   | 36               |
| Novi Zeland                | 5                |
| Portugal                   | 27               |
| Sjedinjene Američke Države | 2                |
| Slovačka                   | 8                |
| Ujedinjeno Kraljevstvo     | 5                |